# Tangipahoa Parish
Das Tangipahoa Parish (frz.: Paroisse de Tangipahoa) ist ein Parish im Bundesstaat Louisiana der Vereinigten Staaten. Bei der Volkszählung im Jahr 2010 hatte das Parish 121.097 Einwohner und eine Bevölkerungsdichte von 59,2 Einwohnern je Quadratkilometer. Der Verwaltungssitz (Parish Seat) ist Amite City.

## Geographie
Das Parish liegt fast im äußersten Osten von Louisiana, grenzt im Norden an Mississippi und hat eine Fläche von 2132 Quadratkilometern, wovon 85 Quadratkilometer Wasserfläche sind. Es grenzt an folgende Parishes und Countys:
| Amite County (Mississippi)           |                             | Pike County (Mississippi)             |
| St. Helena Parish, Livingston Parish |                             | Washington Parish, St. Tammany Parish |
|                                      | St. John the Baptist Parish |                                       |

Das County wird vom Office of Management and Budget zu statistischen Zwecken als Hammond, LA Metropolitan Statistical Area geführt.

## Geschichte
Das Tangipahoa Parish wurde 1868 aus Teilen des Livingston Parish, des St. Helena Parish, des St. Tammany Parish und des Washington Parish gebildet.
35 Bauwerke und Stätten des Parish sind im National Register of Historic Places eingetragen (Stand 10. November 2017).

## Demografische Daten

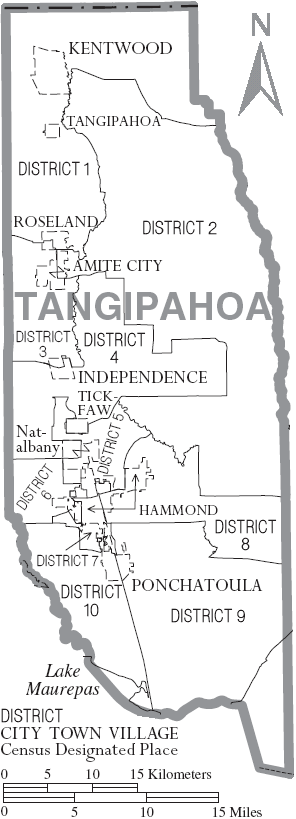
Karte des Tangipahoa Parishes

Nach der Volkszählung im Jahr 2000 lebten im Tangipahoa Parish 100.588 Menschen in 36.558 Haushalten und 25.773 Familien. Die Bevölkerungsdichte betrug 49 Einwohner pro Quadratkilometer. Ethnisch betrachtet setzte sich die Bevölkerung zusammen aus 69,76 Prozent Weißen, 28,35 Prozent Afroamerikanern, 0,24 Prozent amerikanischen Ureinwohnern, 0,39 Prozent Asiaten, 0,01 Prozent Bewohnern aus dem pazifischen Inselraum und 0,46 Prozent aus anderen ethnischen Gruppen; 0,78 Prozent stammten von zwei oder mehr Ethnien ab. 1,53 Prozent der Bevölkerung waren spanischer oder lateinamerikanischer Abstammung, die verschiedenen der genannten Gruppen angehörten.
Von den 36.558 Haushalten hatten 35,3 Prozent Kinder und Jugendliche unter 18 Jahre, die bei ihnen lebten. 49,9 Prozent waren verheiratete, zusammenlebende Paare, 16,2 Prozent waren allein erziehende Mütter, 29,5 Prozent waren keine Familien, 24,0 Prozent waren Singlehaushalte und in 8,4 Prozent lebten Menschen im Alter von 65 Jahren oder darüber. Die Durchschnittshaushaltsgröße betrug 2,66 und die durchschnittliche Familiengröße lag bei 3,19 Personen.
Auf das gesamte Parish bezogen setzte sich die Bevölkerung zusammen aus 27,7 Prozent Einwohnern unter 18 Jahren, 12,7 Prozent zwischen 18 und 24 Jahren, 27,7 Prozent zwischen 25 und 44 Jahren, 21,2 Prozent zwischen 45 und 64 Jahren und 10,6 Prozent waren 65 Jahre alt oder darüber. Das Durchschnittsalter betrug 32 Jahre. Auf 100 weibliche kamen statistisch 93,0 männliche Personen. Auf 100 Frauen im Alter von 18 Jahren oder darüber kamen 88,6 Männer.

Das jährliche Durchschnittseinkommen eines Haushalts betrug 29.412 USD, das Durchschnittseinkommen der Familien betrug 36.731 USD. Männer hatten ein Durchschnittseinkommen von 31.576 USD, Frauen 20.066 USD. Das Prokopfeinkommen betrug 14.461 USD. 18,0 Prozent der Familien 22,7 Prozent der Bevölkerung lebten unterhalb der Armutsgrenze. Darunter waren 28,6 Prozent der Kinder und Jugendlichen unter 18 Jahren und 20,1 Prozent der Menschen über 65 Jahre.

## Städte und Gemeinden
| - Akers - Amite City - Arcola - Fluker | - Grangeville - Hammond - Hillsdale - Husser | - Independence - Kentwood - Leonard Chapel - Loranger | - Montpelier - Natalbany - New Zion - Ponchatoula | - Robert - Roseland - Springcreek - Sunnyhill | - Tangipahoa - Tickfaw |